# Lista de prefeitos de Uiramutã
Esta é a lista de prefeitos do município de Uiramutã, estado brasileiro do Roraima.
| Nº | Nome                                                                    | Imagem                         | Partido                       | Vice-prefeito e partido       | Início do mandato      | Fim do mandato                          | Observações                           |
| 1  | Venceslau Brás Barbosa da Silva (Vicência - PE, 28.09.1957–)            |                                | Partido da Frente Liberal PFL | Roberto Andrade Pereira (PPB) | 1° de janeiro de 1997  | 31 de dezembro de 2000                  | Prefeito eleito em sufrágio universal |
| 2  | Florany Maria dos Santos Mota "Flora" (Boa Vista - RR, 29.05.1972–)     |                                | Partido dos Trabalhadores PT  | Airton Oliveira (PSB)         | 1° de janeiro de 2001  | 31 de dezembro de 2004                  | Prefeita eleita em sufrágio universal |
| 2  | Florany Maria dos Santos Mota "Flora" (Boa Vista - RR, 29.05.1972–)     | Vicente da Silva Lima (PL)     | Partido dos Trabalhadores PT  | 1° de janeiro de 2005         | 31 de dezembro de 2008 | Prefeita reeleita em sufrágio universal |                                       |
| 3  | Eliésio Cavalcante de Lima (Uiramutã - RR, 08.09.1982–)                 |                                | Partido dos Trabalhadores PT  | Vicente da Silva Lima (PL)    | 1° de janeiro de 2009  | 31 de dezembro de 2012                  | Prefeito eleito em sufrágio universal |
| 3  | Eliésio Cavalcante de Lima (Uiramutã - RR, 08.09.1982–)                 | Ernestina Afonso de Souza (PT) | Partido dos Trabalhadores PT  | 1° de janeiro de 2013         | 31 de dezembro de 2016 | Prefeito reeleito em sufrágio universal |                                       |
| 4  | Manuel da Silva Araújo "Dedel" (Normandia - RR, 16.12.1972–)            |                                | Progressistas PP              | Davi Padrinho (PP)            | 1° de janeiro de 2017  | 31 de dezembro de 2020                  | Prefeito eleito em sufrágio universal |
| 5  | Benísio Roberto de Souza "Tuxaua Benísio" (Normandia - RR, 02.04.1968–) |                                | Rede Sustentabilidade REDE    | Jeremias Souza Lima (PROS)    | 1° de janeiro de 2021  | 31 de dezembro de 2024                  | Prefeito eleito em sufrágio universal |
| 5  | Benísio Roberto de Souza "Tuxaua Benísio" (Normandia - RR, 02.04.1968–) | Jeremias Souza Lima (REDE)     | Rede Sustentabilidade REDE    | 1° de janeiro de 2025         | Atualidade             | Prefeito reeleito em sufrágio universal |                                       |